# Denise Frossard
Denise Frossard Loschi (Carangola, 6 de octubre de 1950) es una profesora, política y jueza de derecho brasileña.

## Carrera
Obtuvo una licenciatura en derecho por la Pontificia Universidad Católica de Río de Janeiro (PUC-Rio), Frossard sirvió en la magistratura del Estado de Río de Janeiro por catorce años, teniendo notoriedad nacionalmente por haber condenado a catorce contraventores y miembros del crimen organizado, en 1993.
Frossard se retiró del Poder Judicial para postularse a cargos públicos electivos. En 1998 fue candidata al Senado, obteniendo el cuarto lugar. U en las elecciones de 2002 Frossard fue elegida diputada federal, con el mayor número de votos en esas elecciones para el cargo de Río de Janeiro. Su partido la escogió para representarlo en la "Comisión parlamentaria CPI de los Correos, habiendo ocupado un lugar destacado en las audiencias. Su mandato concluyó en diciembre de 2006.
En 2006, se lanzó su candidatura a suceder a la Gobernadora Rosinha Matheus. Denise disputó en el segundo turno de las elecciones contra Sérgio Cabral Filho, con el 68 % su oponente venció con 5.129.064 votos, y ella consiguió 32 % con 2.413.546 votos.
Frossard fue candidateada por la coalición "Unir Para Mudar", involucrando a: PPS, PV, PFL.
Denise Frossard es miembro del Partido Popular Socialista (PPS). Fue fundadora de la ONG Transparencia Brasil.